# Oscar Saccorotti
Oscar Saccorotti (Roma, 14 maggio 1898 – Recco, 16 maggio 1986) è stato un pittore, incisore e decoratore italiano.

## Biografia
Saccorotti nacque a Roma, terzo figlio di Alfredo e Silvia Centenari. Il mestiere del padre, impiegato presso il Ministero delle finanze, portò la famiglia a frequenti traslochi (nel 1901 a Siena, nel 1903 a Vicenza): fu a Udine che Saccorotti si formò, e fu apprendista imbianchino e decoratore sotto la guida di Leo Basaldella (padre di Afro, Dino e Mirko Basaldella). Nel 1911 il padre Alfredo morì e Saccorotti, insieme alla madre e ai fratelli, nel 1914 si trasferì a Genova, a Borgoratti, presso uno zio materno. Nel capoluogo ligure fu decoratore insieme al fratello Fausto, lavorando per l'architetto Bifoli.
Allo scoppio della prima guerra mondiale Saccorotti fu dapprima a Piossasco con il proprio reparto di fanteria, e successivamente frequentò la scuola di aeronautica a Foggia, dove si iscrisse nel 1917. Terminato il conflitto, fatto ritorno a Genova Saccorotti aprì nel 1920 un negozio di giocattoli in legno dipinto, sempre con il fratello. Negli anni '20 a Genova ebbe modo di conoscere Camillo Sbarbaro, Arturo Martini, Eugenio Montale e Francesco Messina. Come decoratore nel 1929 partecipò alla ristrutturazione della Trattoria dell'Abbondanza sotto la guida di Mario Labò, il quale gli fece conoscere numerosi artisti del panorama genovese. Parallelamente a tali attività Saccorotti si era dedicato alla pittura, esponendo per la prima volta a Roma nel 1926, e nel 1927 firmò un contratto con una galleria milanese (L'Esame) che lo portò a esporre più assiduamente. Fino al 1931 Saccorotti fu anche disegnatore d'interni per la ditta DIANA di Genova.
Durante gli anni '30 partecipò a numerose mostre, e nel 1930 espose per la prima volta alla Biennale di Venezia: tornerà poi numerose volte alla Biennale tra il 1932 e il 1948, con una mostra personale nel 1940.  Nel 1933 espose a Vienna, nel 1935 a Roma presso la Quadriennale nazionale, nel 1937 a Berlino e nel 1937 fu organizzata una sua mostra personale a Genova. A partire dal 1940 Saccorotti si concentrò sull'incisione come forma d'arte, e vi si dedicò per buona parte del secondo dopoguerra.

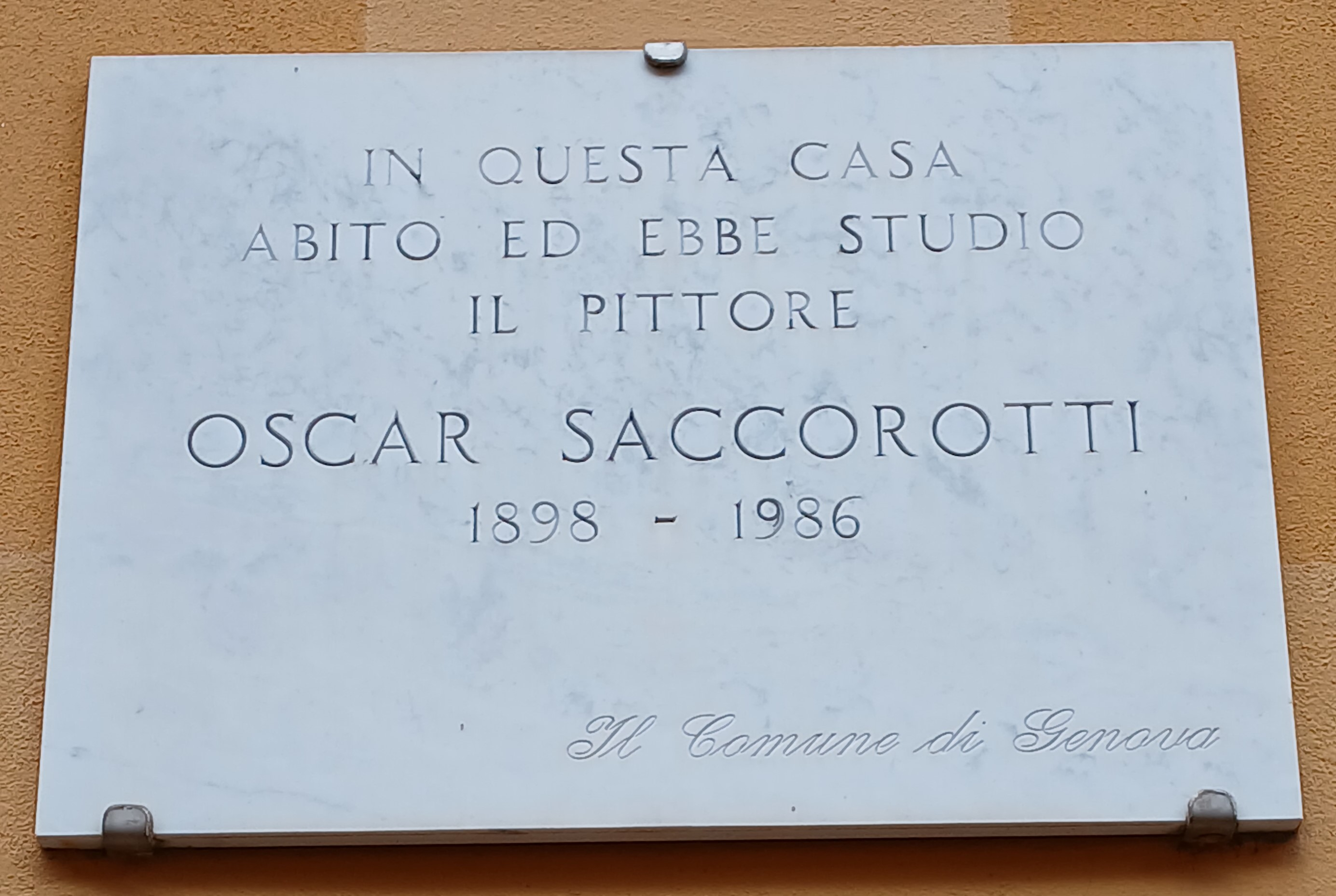
Targa commemorativa in Albaro

Nel 1949 conobbe Raffaella Solari, che sposò nel 1960; tra il 1949 e il 1951 viaggiò per l'Europa, visitando Parigi, la Provenza, la Spagna e il Portogallo. Nel 1953 organizzò una esposizione personale a Bruxelles. Negli anni '60 proseguì la sua attività di progettista, affiancandola alle esposizioni che svolse però più raramente. Nel 1976 restaurò la villa detta Il Pettirosso, situata sulle colline di Megli a Recco, e vi si stabilì allestendoci anche il proprio studio. Morì proprio nella sua casa a Recco nel 1986.

## Stile
Formatosi come decoratore, Saccorotti si avvicinò alla pittura già più che ventenne. Negli anni '30 si dedicò all'arte figurativa con ritratti e paesaggi: negli anni '40 invece si concentrò sulle incisioni e specialmente sull'acquaforte e sulle opere in ceramica.